# Lonchocarpus mollis
Lonchocarpus mollis är en ärtväxtart som beskrevs av George Bentham. Lonchocarpus mollis ingår i släktet Lonchocarpus och familjen ärtväxter. Inga underarter finns listade i Catalogue of Life.